# José Águas
José Pinto de Carvalho Santos Águas (9 de noviembre de 1930 - 10 de diciembre de 2000) fue un jugador de fútbol nacido en Angola.
Nacido en África Occidental Portuguesa, comenzó su carrera en un equipo local, el Lusitano do Lobito, antes de firmar con el SL Benfica en 1950, equipo con el que jugó hasta 1963. Marcó 378 goles en total en el club, del cual es el segundo máximo goleador, y con el cual ganó la Liga de Campeones de la UEFA en 1961 y 1962. En ambas finales, jugadas contra el FC Barcelona (3-2) y el Real Madrid (5-3), Águas marcó un gol. Fue nombrado futbolista del año en 1961, y dos años más tarde ingresó a jugar en el Austria de Viena, club en el que sólo jugó un año y nunca llegó a convencer. No obstante, su sola presencia garantizaba el lleno absoluto de los estadios.

## Distinciones individuales
| Distinción                                         | Año                          |
| -------------------------------------------------- | ---------------------------- |
| Máximo goleador de la Primera División de Portugal | 1952, 1956, 1957, 1959, 1961 |

- Datos: Q1340083
- Multimedia: José Águas / Q1340083

Primer jugador en marcar en Copa de Europa en 1/4 (2 partidos) en semis (2 partidos) y en la final.
Segundo jugador ha tardado más de 50 años en igualarlo, Neymar Jr.